# Symphonie-Passion

Symphonie-Passion est une œuvre pour orgue du compositeur français Marcel Dupré, son opus 23.

## Description
Écrite durant l'été 1924, elle fixe sur le papier le souvenir d'une improvisation qu'il fit à Philadelphie le 8 décembre 1921, sur l'orgue géant dans le "Grand Court" du magasin Wanamaker, lors d'une de ses tournées de concerts aux États-Unis. Elle constitue l'une des œuvres majeures de Dupré.
Elle est composée de quatre mouvements, chacun basé sur une mélodie grégorienne, thèmes qui furent proposés à Dupré pour son improvisation:
- I. Le monde dans l'attente du Sauveur sur « Jesu, redemptor omnium« (durée: environ 6 minutes 40)
- II. Nativité sur « Adeste fideles » (durée: environ 10 minutes)
- III. Crucifixion sur « Stabat mater dolorosa » (durée: environ 12 minutes)
- IV. Résurrection sur « Adorote devote » (durée: environ 6 minutes 30)

## Création
- Création mondiale : 9 novembre 1924, par l'auteur - cathédrale de Westminster (Londres) pour l’inauguration du grand orgue.
- Création française : 30 avril 1925, par l'auteur - orgue Cavaillé-Coll du palais du Trocadéro (Paris).

## Écrit
- Rolande Falcinelli : La Symphonie-Passion de Marcel Dupré, in : L'Orgue Francophone, no 16, revue de la FFAO, 1994.  (ISSN 0985-3642).

## Enregistrements
- Pierre Cochereau aux orgues de la cathédrale Notre-Dame de Paris, enregistré en 1955. Disque microsillon OL-LD 118 (Oiseau-Lyre). Enregistrement par André Charlin.
- Le même enregistrement a été repris en CD : SOCD 177/8 (Solstice). CD édité en 2000.
- Pierre Cochereau : Nouvel enregistrement sur les orgues rénovées de Notre-Dame de Paris, en 1975, FY 020.
- Yves Castagnet aux orgues de St-Ouen de Rouen.
- Ben van Oosten aux orgues de St-Ouen de Rouen.
- Suzanne Chaisemartin aux orgues de la Cathédrale Saint-Pierre de Montpellier, CD : Disque Coriolan, 1991.
- Rolande Falcinelli à l'orgue de la cathédrale d'Angoulême, disque vinyle, REM 10 895.